# Flaxville
Flaxville – miasto w Stanach Zjednoczonych, w stanie Montana, w hrabstwie Daniels.